# Île Jerejak
L'île Jerejak est un îlot sur la côte est de l'île de Penang dans l'état de Penang en Malaisie. Située dans le Northeast Penang Island District (en), une courte traversée en ferry suffit pour rejoindre Bayan Lepas sur l'île de Penang. Cette île fut choisie pour accueillir la première léproserie des Établissements des détroits en 1868, puis elle fut une station de quarantaine en 1875 avant de finir en colonie pénale en 1969.

## Histoire
Francis Light, le fondateur de la colonie britannique sur l'île de Penang, est probablement passé avant par l'île de Jerejak.
En 1797, Arthur Wellesley, duc de Wellington, pensa d'abord à Jerejak pour construire le Fort Cornwallis (en).
À la suite de la création de George Town, qui, par son activité de comptoir, bénéficiait d'une croissance continue, Jerejak abrita un lazaret pour la mise en quarantaine des nombreux immigrants qu'elle attirait. Jerejak abrita aussi une léproserie qui ferma dans les années 1960, celle de Sungai Buloh ayant pris le relai depuis les années 1930.
Un mémorial a été érigé en l'honneur de deux membres d'équipage de la Marine impériale russe quand leur croiseur protégé le Jemtchoug fut coulé par le croiseur léger SMS Emden de la Kaiserliche Marine lors du  combat de Penang.
En plus d'une léproserie, Jerejak vit sur son sol un sanatorium pour les malades de la tuberculose.
La colonie pénale, ouverte en 1969, fut fermée en août 1993.

## Faune et flore
On peut y apercevoir le Cnemaspis shahruli, un gecko.

## Galerie

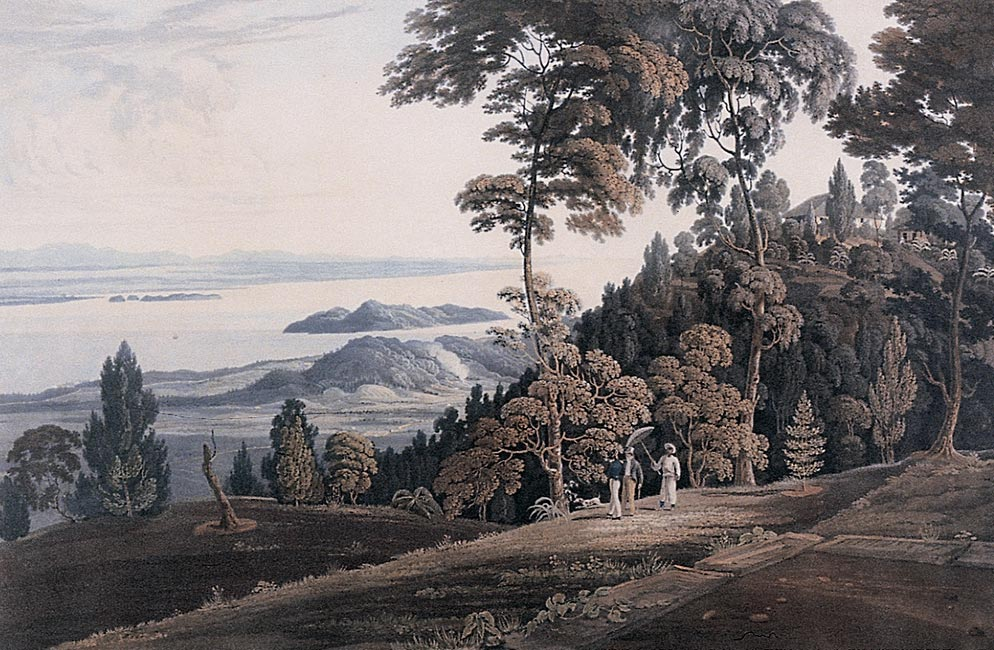
Vue de Jerejak depuis l'île de Penang en 1817.
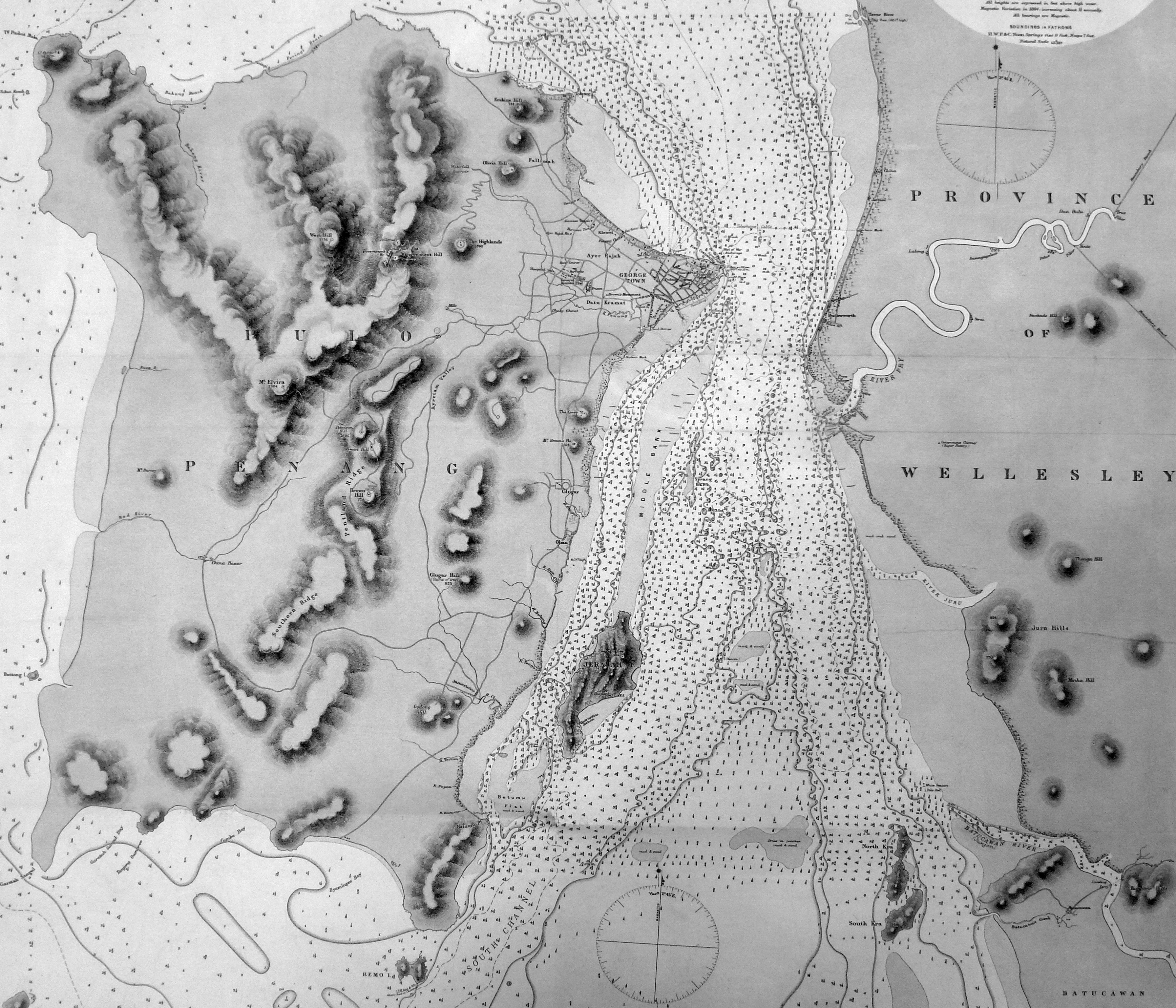
Jerejak sur une carte de 1884

Aube sur la jetée de Jerejak
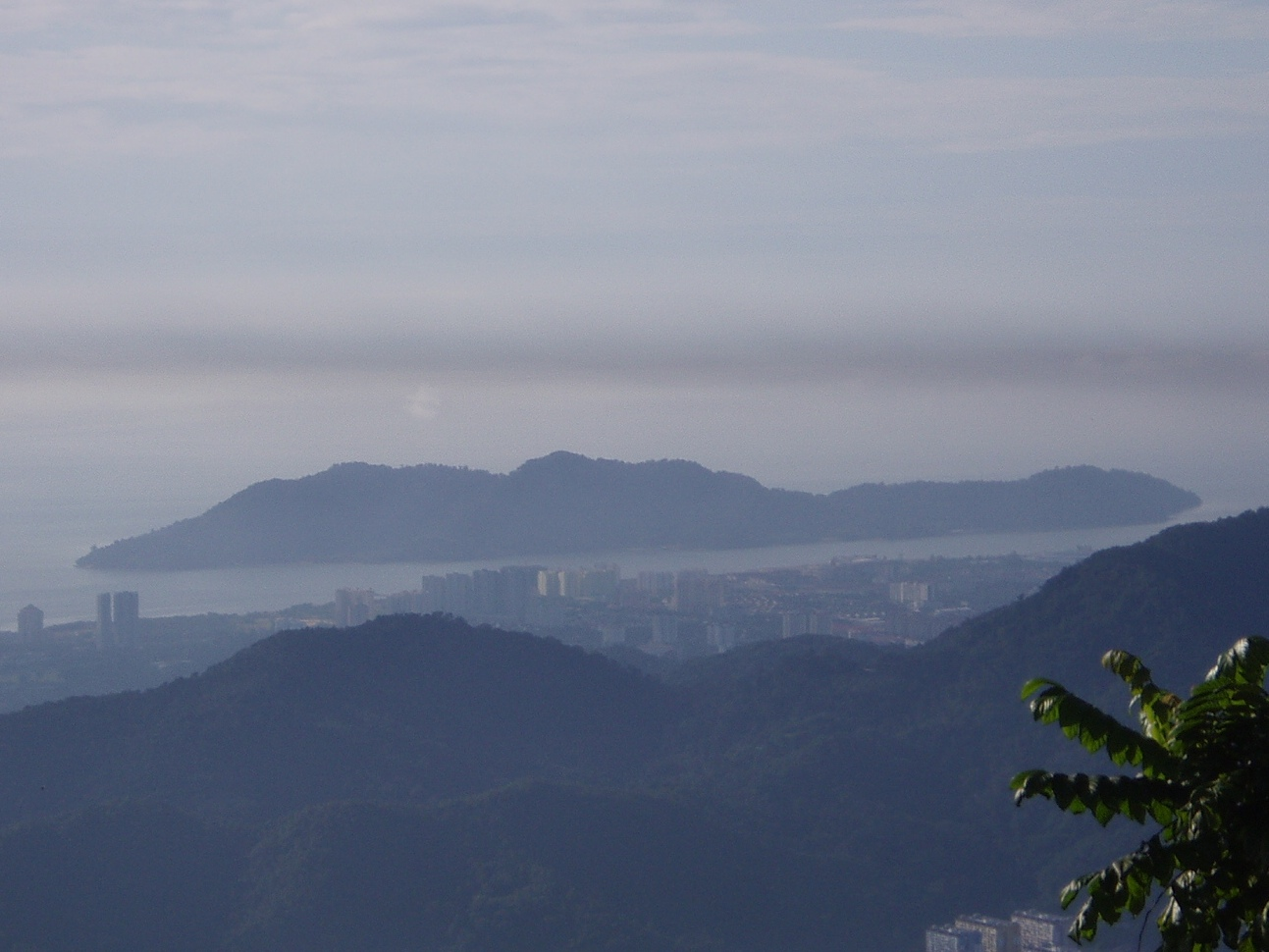
L'île vue depuis Penang
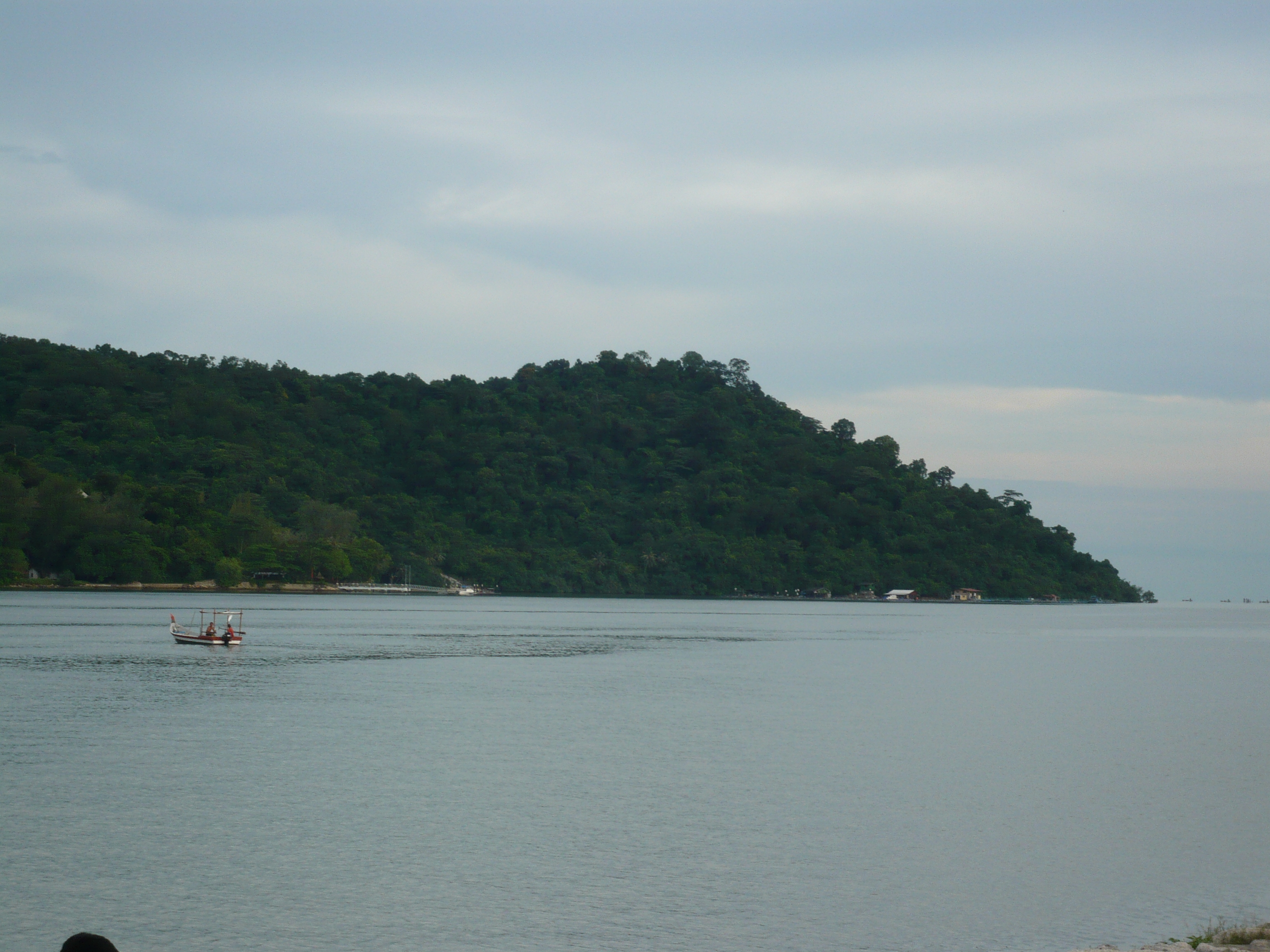
Jerejak vue depuis Bayan Lepas